# Гюстав де Бомон
Гюстав де Бомон (фр. Gustave de Beaumont; 16 февраля 1802, Beaumont-la-Chartre, Сарта – 30 марта 1866, Тур) — французский публицист; внук Жильбера Лафайета.

## Биография
Гюстав де Бомон родился 16 февраля 1802 года в городке Бомон-ла-Шартр (фр. Beaumont-la-Chartre), в  департаменте Сарта региона Страна Луары. 

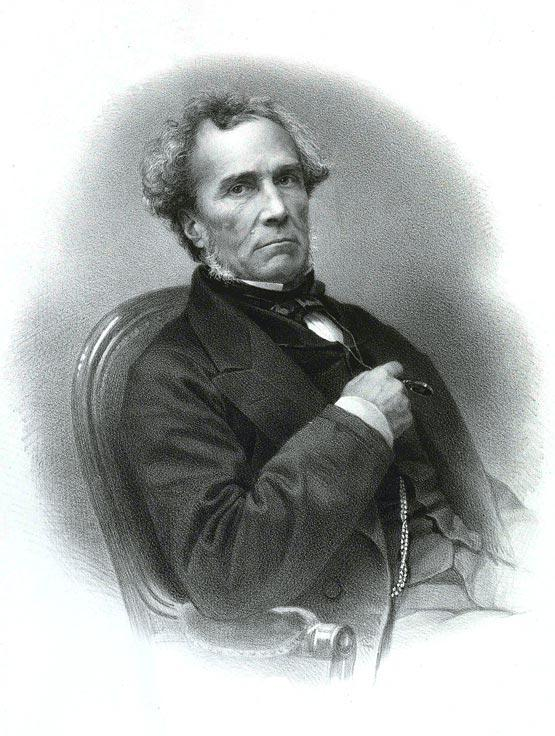
Гюстав де Бомон

В 1831 году по поручению правительства отправился вместе со своим товарищем Алексисом де Токвилем (впоследствии он стал издателем его сочинений) в Новый Свет для изучения тюремного дела в Соединённых Штатах Америки. В течение девяти месяцев 1831 года друзья колесили по США и общались с представителями интеллектуальной элиты молодого государства. Официальной целью их поездки было изучение пенитенциарной системы молодого государства, однако Токвиля занимало также децентрализованное устройство демократического общества в целом. 
В 1840 году Гюстав де Бомон был избран в палату от родного департамента и принадлежал к оппозиции, а после февральской революции 1848 года во Франции был членом как учредительного, так и законодательного собрания, принадлежа к умеренным республиканцам. 
Во время диктатуры генерала Кавеньяка ему был вверен пост посланника в столице Великобритании, от которого он отказался немедленно после избрания принца Людовика Наполеона. Когда же Наполеон заместил первое своё министерство друзьями де Бомона, тот сразу принять пост посланника в Вене, но покинул его при назначении новых министров. 
Во время государственного переворота 2 декабря 1851 года он участвовал на сходке депутатов в мэрии 10 округа, собравшейся для защиты конституции Франции, и поплатился за это кратковременным заключением в Мон-Валерьене. 
По освобождению из тюрьмы Гюстав де Бомон жил уединенно в своем родовом поместье, принимая участие только в трудах Института, в котором с 1841 года состоял членом академии нравственных и политических наук. Некоторые его сочинения были увенчаны Французской академией и немало содействовали распространению республиканских идей в стране. 
Гюстав де Бомон скончался 30 марта 1866 года в городе Туре.

## Избранная библиография
- «Traitè du système penitentiaire aux Etats-Unis et de son application à la France» (Париж, 1832 г.; второе изд. 1845; совместно с Токвилем);
- «Marie, ou l’esclavage aux Etats-Unis» (2 т. Париж, 1835; второе изд. 1840);
- «L’Irlande sociale, politique et religieuse» (2 т. Париж, 1839; 7-е изд. 1863).